# Consell del Comtat de Kildare
El Consell del Comtat de Kildare (irlandès: Comhairle Contae Chill Dara) és l'autoritat responsable del govern local del Comtat de Kildare, Irlanda. El consistori és responsable de l'habitatge, les carreteres i el transport, la planificació i desenvolupament urbà, la cultura i el medi ambient. El consell té 40 membres electes. Les eleccions se celebren cada cinc anys i són per vot únic transferible. El cap del consell té el títol de Cathaoirleach (president).

## Història
El consell del Comtat tenia la seu originalment al palau de justícia de Naas, però, després d'un gran incendi, es va traslladar a l'antic hospital de St. Mary´s Fever a finals dels anys cinquanta. A finals de la dècada de 1990, els antics edificis de l'hospital estaven en males condicions i el consell del comtat va escollir els antics barracons de Devoy com la nova localització de la seu del Consell, fent efectiu el trasllat lány 2006.

## Àrees electorals locals i districtes municipals
El Consell del Comtat de Kildare es divideix en els següents districtes municipals i àrees electorals locals, definits per divisions electorals.
| Districte Municipal | LEA       | Definició | Seients |
| ------------------- | --------- | --- | ------- |
| Athy                | Athy      | Athy East Urban, Athy Rural, Athy West Urban, Ballaghmoon, Ballitore, Ballybrackan, Ballyshannon, Belan, Bert, Burtown, Carrigeen, Castledermot, Churchtown, Dunmanoge, Fontstown, Graney, Grangemelon, Harristown, Inchaquire, Johnstown, Kilberry, Kilkea, Kilrush, Moone, Narraghmore, Nurney, Skerries i Usk. | 5       |
| Celbridge – Leixlip | Celbridge | Donaghcumper; i aquelles parts de la divisió electoral de Celbridge no contingudes a la zona electoral local de Leixlip. | 4       |
| Celbridge – Leixlip | Leixlip   | Leixlip; i aquelles parts de la divisió electoral de Celbridge al nord d'una línia traçada al llarg de l'autopista M4. | 3       |
| Clane - Maynooth    | Clane     | Ballynadrumny, Cadamstown, Carbury, Carrick, Clane, Donore, Downings, Drehid, Dunfierth, Kilmeage North, Kilmeage South, Kilpatrick, Kilrainy, Lullymore, Robertstown, Timahoe North, Timahoe South i Windmill Cross.                                                                                             | 5       |
| Clane - Maynooth    | Maynooth  | Balraheen, Cloncurry (a l'antic districte rural de Celbridge núm. 1), Donadea, Kilcock, Maynooth i Straffan. | 5       |
| Kildare - Newbridge | Kildare   | Ballysax East, Ballysax West, Cloncurry (a l'antic districte rural d'Enderry No. 2), Dunmurry, Feighcullen, Kildangan, Kildare, Killinthomas, Lackagh, Monasterevin, Pollardstown, Quinsborough, Rathangan, Rathernan i Thomastown.                                                                               | 5       |
| Kildare - Newbridge | Newbridge | Carnalway, Carragh, Droichead Nua Rural, Droichead Nua Urban, Gilltown, Kilcullen, Ladytown, Morristownbiller i Oldconnell. | 5       |
| Naas                | Naas      | Ballymore Eustace, Bodenstown, Kill, Killashee, Kilteel, Naas Rural, Naas Urban, Newtown, Oughterard i Rathmore. | 7       |